# Léo Pereira
Léo Pereira est un footballeur brésilien né le 31 janvier 1996 à Curitiba dans l'État de Paraná. Il évolue au poste de défenseur au CR Flamengo.

## Biographie
Léo Pereira participe avec la sélection brésilienne à la Coupe du monde des moins de 17 ans 2013 organisée aux Émirats arabes unis.
Il dispute ensuite avec le Brésil le championnat sud-américain des moins de 20 ans en 2015. Lors du tournoi, il inscrit un but contre le Pérou.
Il participe dans la foulée à la Coupe du monde des moins de 20 ans 2015 organisée en Nouvelle-Zélande. Lors de la compétition, il joue 3 matchs, et inscrit un but contre la Corée du Nord. Le Brésil atteint la finale de la compétition, en étant battue par la Serbie lors de l'ultime match.

## Carrière
- 2014- : Atlético Paranaense ( Brésil)[4]

## Palmarès
- CR Flamengo:
  - Championnat du Brésil: Champion en 2020
  - Coupe du Brésil: Vainqueur en 2022 et 2024
  - Supercoupe du Brésil: Vainqueur en 2021
  - Copa Libertadores: Vainqueur en 2022
  - Recopa Sudamericana: Vainqueur en 2020
  - Championnat de Rio de Janeiro de football: Champion en 2020 et 2021
- CA Paranaense:
  - Coupe du Brésil:  Vainqueur en 2019
  - Copa Sudamericana: Vainqueur en 2018
  - Coupe Levain: Vainqueur en 2019[5]